# Serra Nova Dourada
Serra Nova Dourada là một đô thị thuộc bang Mato Grosso, Brasil. Đô thị này có diện tích 1479,893 km², dân số năm 2007 là 1349 người, mật độ 0,91 người/km².